# Timpanoga
Timpanoga is een geslacht van haften (Ephemeroptera) uit de familie Ephemerellidae.

## Soorten
Het geslacht Timpanoga omvat de volgende soorten:
- Timpanoga hecuba